# Brussels International Fantastic Film Festival

Logo des Festivals

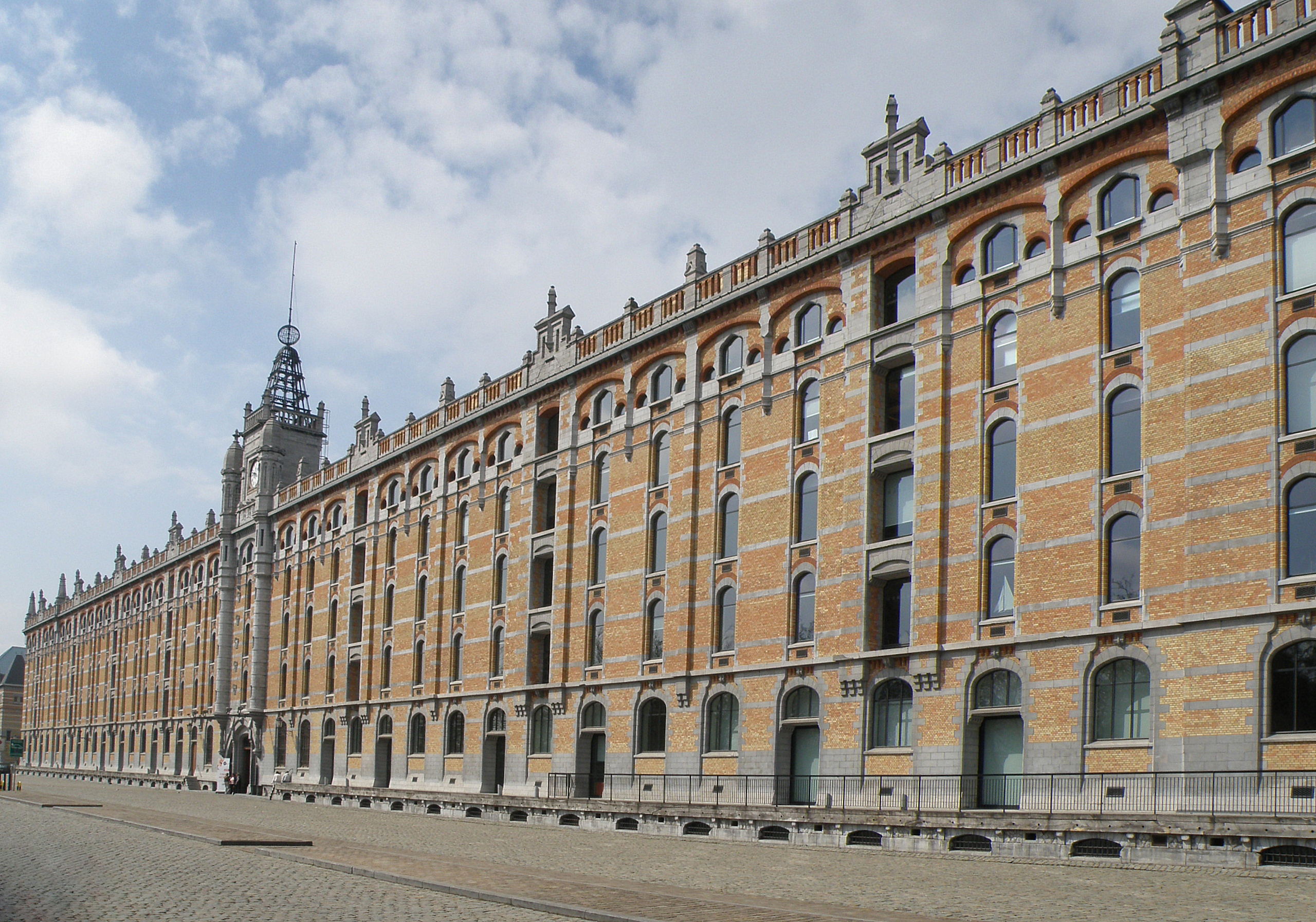
Tour et Taxis in Brüssel, Spielstätte des Brussels International Fantastic Film Festival

Das Brussels International Fantastic Film Festival (Kurzform: BIFFF)
(französisch Festival international du film fantastique de Bruxelles, niederländisch Internationaal Festival van de Fantastische Film van Brussel) ist ein internationales Filmfestival für Fantasyfilme, Science-Fiction-Filme und Thriller. Es findet alljährlich im April in Brüssel statt und ist als internationales Filmfestival mit spezialisiertem Wettbewerb beim Filmproduzentenverband FIAPF akkreditiert.

## Geschichte
Das erste Festival wurde im März 1983 veranstaltet. Gezeigt wurden 60 Filme vor knapp 30.000 Zuschauern. Bis 2005 wurde die Besucherzahl auf 60.000 erhöht. In diesem Jahr wurden bereits 106 Spielfilme und 67 Kurzfilme gezeigt.
Seit 1991 hat das Brussels International Fantastic Film Festival zusätzlich zu Fantasyfilmen und Science-Fiction-Filmen auch Thriller im Programm.

## Filmpreise

### Goldener Rabe
Der Goldene Rabe ist der Hauptpreis im internationalen Wettbewerb für Langfilme. Er wird von einer Jury vergeben.
| Jahr | Filmtitel                           | Regie                | Produktionsland                      |
| ---- | ----------------------------------- | -------------------- | ------------------------------------ |
| 1983 | König Stachs wilde Jagd             | Waleri Rubintschik   | Sowjetunion                          |
| 1984 | Alpträume                           | Joseph Sargent       | USA                                  |
| 1985 | Dreamscape – Höllische Träume       | Joseph Ruben         | USA                                  |
| 1986 | Die Kindfrau                        | Peter Del Monte      | Italien                              |
| 1987 | Radioactive Dreams                  | Albert Pyun          | USA, Mexiko                          |
| 1988 | Im Augenblick der Angst             | Bigas Luna           | Spanien                              |
| 1989 | Paperhouse – Albträume werden wahr  | Bernard Rose         | Großbritannien                       |
| 1990 | La banyera                          | Jesús Garay          | Spanien                              |
| 1991 | Seltene Träume vom Fliegen          | Eizo Sugawa          | Japan                                |
| 1992 | Timescape                           | David Twohy          | USA                                  |
| 1993 | Armee der Finsternis                | Sam Raimi            | USA                                  |
| 1994 | Ein schräger Vogel                  | Stephan Elliott      | Australien                           |
| 1995 | Accumulator 1                       | Jan Svěrák           | Tschechien                           |
| 1996 | El día de la bestia                 | Álex de la Iglesia   | Spanien                              |
| 1997 | Luna e l’altra                      | Maurizio Nichetti    | Italien                              |
| 1998 | Lawn Dogs – Heimliche Freunde       | John Duigan          | Großbritannien                       |
| 1999 | Ring – Das Original                 | Hideo Nakata         | Japan                                |
| 2000 | The Nameless                        | Jaume Balagueró      | Spanien                              |
| 2001 | Seom – Die Insel                    | Kim Ki-duk           | Südkorea                             |
| 2002 | Dog Soldiers                        | Neil Marshall        | Großbritannien                       |
| 2003 | Cypher                              | Vincenzo Natali      | USA, Kanada                          |
| 2004 | Save the Green Planet               | Jang Joon-hwan       | Südkorea                             |
| 2005 | Marebito                            | Takashi Shimizu      | Japan                                |
| 2006 | Adams Äpfel                         | Anders Thomas Jensen | Dänemark                             |
| 2007 | The Host                            | Bong Joon-ho         | Südkorea                             |
| 2008 | 13 Beloved                          | Chookiat Sakveerakul | Thailand                             |
| 2009 | So finster die Nacht                | Tomas Alfredson      | Schweden                             |
| 2010 | Orphan – Das Waisenkind             | Jaume Collet-Serra   | USA, Deutschland, Kanada, Frankreich |
| 2011 | I Saw the Devil                     | Kim Jee-woon         | Südkorea                             |
| 2012 | The Awakening                       | Nick Murphy          | Großbritannien                       |
| 2013 | Ghost Club – Geister auf der Schule | Javier Ruiz Caldera  | Spanien                              |
| 2014 | Die Hexen von Zugarramurdi          | Álex de la Iglesia   | Spanien                              |
| 2015 | Frankenstein – Das Experiment       | Bernard Rose         | Großbritannien                       |
| 2016 | I Am a Hero                         | Shinsuke Satō        | Japan                                |
| 2017 | Better Watch Out                    | Chris Peckover       | Australien                           |
| 2018 | Inuyashiki                          | Shinsuke Satō        | Japan                                |
| 2019 | Little Monsters                     | Abe Forsythe         | Niederlande                          |

### Pegasus
Der Pegasus ist der Publikumspreis im internationalen Wettbewerb für Langfilme. Er wird seit 1991 vergeben.
| Jahr | Filmtitel                                    | Regie                                | Produktionsland                          |
| ---- | -------------------------------------------- | ------------------------------------ | ---------------------------------------- |
| 1991 | Warlock – Satans Sohn                        | Steve Miner                          | USA                                      |
| 1992 | Das Haus der Vergessenen                     | Wes Craven                           | USA                                      |
| 1993 | Armee der Finsternis                         | Sam Raimi                            | USA                                      |
| 1994 | 12:01                                        | Jack Sholder                         | USA                                      |
| 1995 | Nightwatch – Nachtwache                      | Ole Bornedal                         | Dänemark                                 |
| 1996 | Nur über meine Leiche                        | Rainer Matsutani                     | Deutschland                              |
| 1997 | Karmina                                      | Gabriel Pelletier                    | Kanada                                   |
| 1998 | Event Horizon – Am Rande des Universums      | Paul W. S. Anderson                  | USA, Großbritannien                      |
| 1999 | Dark City                                    | Alex Proyas                          | USA                                      |
| 2000 | Galaxy Quest – Planlos durchs Weltall        | Dean Parisot                         | USA                                      |
| 2001 | Der Makler                                   | Lance W. Dreesen, Clint Hutchison    | USA                                      |
| 2002 | Dog Soldiers                                 | Neil Marshall                        | Großbritannien                           |
| 2003 | Dead End                                     | Jean-Baptiste Andrea, Fabrice Canepa | Frankreich, USA                          |
| 2004 | Butterfly Effect                             | Eric Bress, J. Mackye Gruber         | USA                                      |
| 2005 | Saw                                          | James Wan                            | USA                                      |
| 2006 | Adams Äpfel                                  | Anders Thomas Jensen                 | Dänemark                                 |
| 2007 | Death Note: The Last Name                    | Shusuke Kaneko                       | Japan, USA                               |
| 2008 | REC                                          | Jaume Balagueró, Paco Plaza          | Spanien                                  |
| 2009 | Sexy Killer: You’ll Die for Her              | Miguel Martí                         | Spanien                                  |
| 2010 | Vampire – Verstecken war gestern! (Vampires) | Vincent Lannoo                       | Belgien                                  |
| 2011 | Rare Exports                                 | Jalmari Helander                     | Finnland, Norwegen, Schweden, Frankreich |
| 2012 | Iron Sky                                     | Timo Vuorensola                      | Finnland, Deutschland, Australien        |
| 2013 | Ghost Club – Geister auf der Schule          | Javier Ruiz Caldera                  | Spanien                                  |
| 2014 | Die Hexen von Zugarramurdi                   | Álex de la Iglesia                   | Spanien                                  |
| 2015 | Liza, die Fuchsfee                           | Károly Ujj Mészáros                  | Ungarn                                   |
| 2016 | Spy Time                                     | Javier Ruiz Caldera                  | Spanien                                  |
| 2017 | The Autopsy of Jane Doe                      | André Øvredal                        | USA                                      |

### Weitere Filmpreise
Im internationalen Wettbewerb für Langfilme wird neben dem Goldenen Raben und dem Pegasus auch der Silberne Rabe vergeben. Der seit 1996 verliehene Silberne Méliès, benannt nach Georges Méliès, ist der Hauptpreis des europäischen Wettbewerbs für Langfilme. Neben weiteren Filmpreisen besitzt das Brussels International Fantastic Film Festival auch einen internationalen und einen nationalen Wettbewerb für Kurzfilme.